# Спаська церква (Укан)
Спа́ська церква або церква Спаса Нерукотворного — церква в селі Укан Ярського району Удмуртії, Росія. Являє собою пам'ятник архітектури раннього класицизму.
В середині XVIII століття уряд Російської імперії почав будівництво Сибірського тракту, який пройшов по північній частині сучасної Удмуртії. Слідом за цим російська влада цілеспрямовано провадила християнізацію та зросійщення тубільного населення. В результаті цього зводились нові православні церкви. У листопаді 1744 року удмурт І.Трефілов випросив у єпископа Вятського і Великопермського Варлаама дозвіл на будівництво у присілку деревної церкви. Храм був збудований у 1748-1749 роках і освячений в ім'я Нерукотворного образа Христа. У лютому 1804 року Вятська духовна консисторія дала дозвіл на будівництво кам'яного храму. Будівництво почалось 1807 року коштами парафіян архітектором Филимоном Росляковим, який працював у стилі вятського бароко, та закінчено 1811 року. 2009 року церква була відреставрована.